# Vida antes de la vida
Vida antes de la vida: Los niños que recuerdan vidas anteriores es la traducción del libro escrito en 2005 por el  psiquiatra Jim B. Tucker Life Before Life: A Scientific Investigation of Children's Memories of Previous Lives. Presenta una visión general de más de 40 años de investigación sobre la reencarnación en la División de Estudios de la Personalidad de la Universidad de Virginia, sobre informes de niños que supuestamente recuerdan vidas anteriores. El libro también examina "marcas y defectos de nacimiento que coinciden con las de una persona fallecida identificada previamente por el niño". Vida antes de la vida ha sido traducido a diez idiomas y el prólogo del libro está escrito por el doctor Ian Stevenson.
El libro desafía la noción de que la conciencia es únicamente el resultado del funcionamiento del cerebro. Sugiere que la conciencia puede ser considerada de forma separada del cerebro, lo que proporcionaría una base para afirmar la idea de la reencarnación. El libro también trata las objeciones a la reencarnación: La escasez de personas que realmente dicen recordar una vida pasada, la fragilidad de los recuerdos, la explosión demográfica, el problema mente-cuerpo, fraude, y otras.
Tucker reconoce que ninguno de los casos examinados es perfecto, y que "la memoria defectuosa de los informantes" se vería como la "mejor explicación normal para muchos de los casos" analizados en el libro. Tucker analiza esto refiriéndose a varios estudios relevantes realizados, y argumenta que no hay respaldo para concluir que los informantes recuerden declaraciones o eventos de forma incorrecta.
Tucker está básicamente de acuerdo con Ian Stevenson, que afirma que "la reencarnación es la mejor explicación, —aunque no la única—, para los casos más contundentes investigados". Tucker reconoce que para algunos lectores puede parecer una "afirmación increíble" el que "los recuerdos, las emociones y las lesiones físicas puedan a veces llevarse de una vida a la siguiente". Sin embargo, argumenta que no es más increíble que muchas ideas aceptadas actualmente en física, que parecían serlo cuando fueron originariamente propuestas.
Se han escrito críticas del libro en varias publicaciones, incluyendo el Journal of Parapsychology, Journal of Scientific Exploration, Philosophical Practice, y PsycCRITIQUES.